# 背负投
背负投，是柔道中传统四十投技中的一种，由柔道传世人嘉納治五郎发扬。属于讲道柔道术五组教学投技第一组中最后一技。它也是当前讲道馆柔道六十七投技之一，分类于柔道投技中的手技。

## 招式分别
背负投通常会被误认作为过肩摔，后者是职业摔跤的招式，虽然两者相似。
本招式有双手背负投/取襟背负投和单手背负投（日语：一本背負投）之分。区别于前者出招人是用双手抓取对手，用手前肘顶起对手使其失去平衡而使出的投技；然而后者是单手抓取对手，另一只手滑入对手腋部下方顶起对手而使出的投技。

## 运用与推广
背负投更强调以自己的腰背部作为支点将对手摔出，和很多类似投技即便是面对体型上略占优势的对手也能使用制胜。背负投是非常实用的一种格斗招式。
运用背负投的著名的武术家有岡野功和古賀稔彥。